# Grasstrack
El Grasstrack, o Grass Track (Pista d'herba en anglès) és una disciplina esportiva motociclista de velocitat sobre una pista ovalada, coberta d'herba. És un esport molt popular al Regne Unit, Alemanya, Països Baixos i els països escandinaus.
Les primeres curses de Grasstrack es van córrer al Regne Unit a començament dels anys 20, amb la qual cosa aquesta modalitat és de les més antigues de l'esport del motociclisme.
En general les pistes (o circuits) de Grasstrack consten de dues llargues rectes i dos revolts a l'esquerra, formant un simple oval, per bé que n'hi ha de lleugerament diferents, com el de Teterow a Alemanya (la pista d'herba més gran d'Europa) que poden ser ondulats o muntanyosos.

## Relació amb l'Speedway

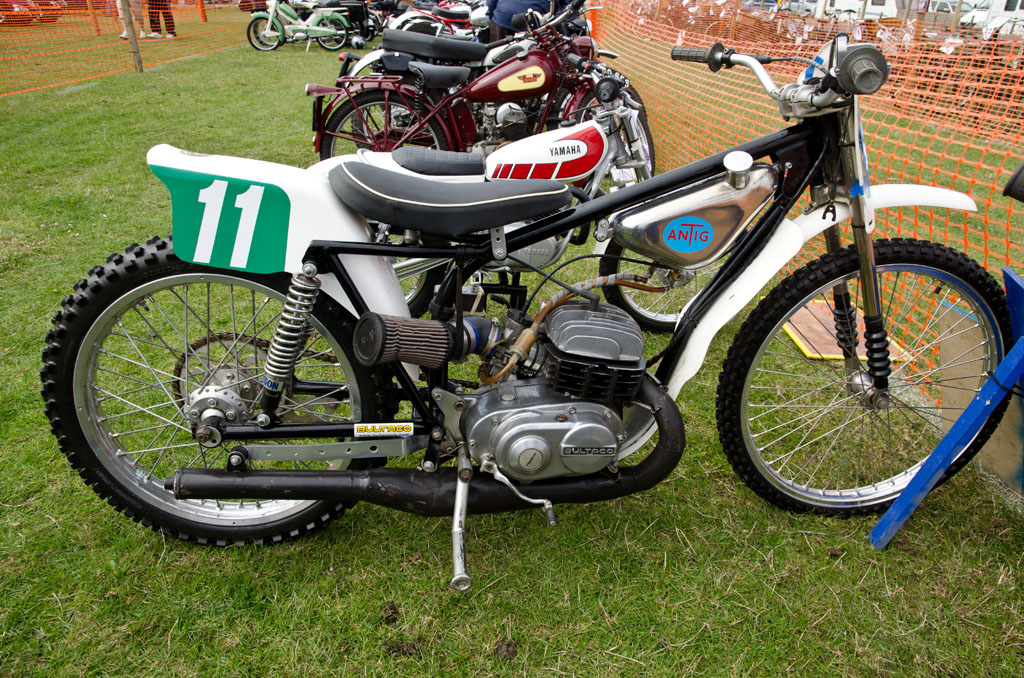
Motocicleta Antig de Grasstrack amb motor Bultaco dels volts de 1978

Les curses de Grasstrack i les de Speedway són força semblants: La distància a córrer és similar en totes dues modalitats, en ambdues s'hi acostuma a córrer més de quatre rondes (en sentit contrari al de les busques del rellotge) i fins i tot les motocicletes que hi prenen part estan dissenyades de forma semblant.
De tota manera presenten certes diferències. Per exemple, hi ha més participants per cursa en les de Grasstrack que en les de Speedway (que sovint enfronten només quatre pilots per cursa). A més, la presència d'herba a la pista permet una major velocitat en les rectes a les curses de Grasstrack.
Contràriament als circuits de Speedway de terra batuda (sovint amb sorra o cendra), els de Grasstrack tenen un sòl estable i uniforme.

## Competició
A banda dels sidecars hi ha tres categories individuals segons la cilindrada, com al Mundial de Motociclisme: 250 cc, 350 cc i 500 cc. La temporada de competició de Grasstrack comença a la primavera i acaba a la tardor.
La competició més important de l'especialitat són els Campionats europeus, regulats per la FIM (Fédération Internationale de Motocyclisme), i també cal destacar els campionats britànics, regulats per l'ACU (Auto-Cycle Union, federació britànica).